# 東京電波女子
『東京電波女子3rd』（とうきょうでんぱじょしさーど）は、TOKYO MXテレビで毎月第4日曜日に放送されていた女の子のための情報ワイド・バラエティ番組。
サードシーズンのMCは同世代のZ世代から絶大の人気を誇る山下幸輝と森愁斗
番組では主に、インフルエンサーの中で注目店舗、ファッション、コスメ、イベントなどの紹介などを行っている。

## 概要
- 2018年5月に毎週日曜日の25:05-25:35に放送開始。2018年10月より第2、第4日曜日の25:05-25:35に変更。
- 2023年10月より特番放送に変更。

- 2019年12月に『東京電波女子』放送終了。
- 2020年2月より「青山テルマ feat.東京電波女子2nd」としてリニューアル。
- 2023年4月より「青山テルマ feat.東京電波女子3nd」としてリニューアル。

## 出演者
- 山下幸輝・森愁斗（MC）
- こぴ

## 主なコーナー
- ビビッ！・・・女の子の間で流行っている場所、商品、サービスなどを紹介する
- DENぱーてぃ・・・毎回テーマを決めた女子会を開催
- ENEVT CHANNEL・・・話題のイベントを紹介
- #テるme♡・・・専門家をゲストに迎えて、様々な悩みや質問に答える
- とことこでんぱ・・・街ブラロケでそのエリアのスポットに突撃取材

## スタッフ
- プロデューサー：斉藤隆（wiscom）、中山由衣（c-color）
- ヘアメイク：西野黎

- 製作著作：wiscom、c-color